# Søren Seidelin Winther

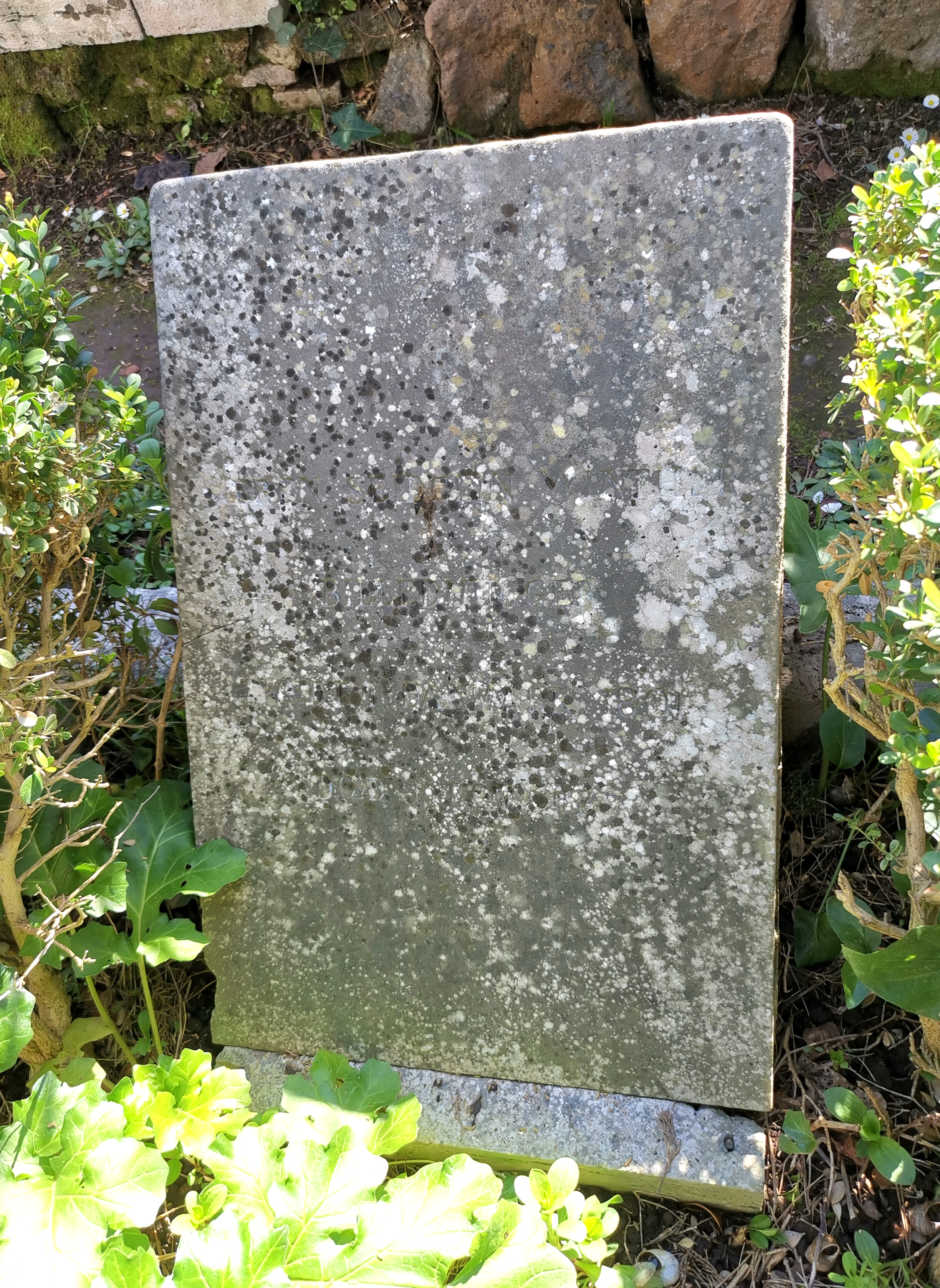
Grab auf dem Nichtkatholischen (Protestantischen) Friedhof Rom, Feld V-7-7 (März 2024)

Søren Seidelin Winther (* 16. September 1810 in Hundslund (Odder Kommune in Jütland); † 11. Mai 1847 in Rom) war ein dänischer Bildhauer und Elfenbeinschnitzer.

## Leben
Søren Seidelin Winther war Sohn des Geistlichen Peter Winther (1764–1816). Er erlernte den Beruf des Kunstdrechslers, bevor er von 1838 bis 1841 die Königlich Dänische Kunstakademie in Kopenhagen besuchte. In den Jahren 1839 bis 1845 stellte er zumeist Bildnisse geschnitzt aus Elfenbein auf dänischen Kunstausstellungen aus, arbeitete aber auch mit Gips und Biskuitporzellan. Zeitweilig arbeitete er an Schloss Rosenborg in Kopenhagen. Winther war 1842 in Norddeutschland tätig und ging 1843 nach Rom. Dort arbeitete er für E. Braun’s Galvanoplastische Anstalt im Institut für archäologische Korrespondenz. Er starb an Tuberkulose und wurde auf dem Protestantischen Friedhof in Rom bestattet.
Seine in Rom geborene Tochter Anna Kirstine Severine (* 1843) heiratete 1869 den vormaligen dänischen Reichsrat und Minister für Schleswig in beiden Kabinetten Hall, Friedrich Hermann Wolfhagen (1818–1894).

## Werke
- Die meisten seiner Werke in Dänemark befinden sich in der Sammlung von Schloss Rosenborg und im Thorvaldsen-Museum, zumeist sind es Bildnisse von Mitgliedern der königlichen Familie Dänemarks und von Bertel Thorvaldsen
- Porträtmedaillon des Lübecker Bürgermeisters Christian Heinrich Kindler in Elfenbein (1842) in der Lübecker Stadtbibliothek[3]
- Das Staatliche Museum Schwerin sucht zwei Reliefmedaillons der Großherzoglichen Familie von Mecklenburg-Schwerin in der Lost Art-Datenbank.[4]